# Saint-Georges-de-Luzençon
Pour les articles homonymes, voir Saint-Georges, Saint Georges (homonymie) et Georges.
Saint-Georges-de-Luzençon (en occitan : Sent Jòrdi) est une commune française située dans le département de l'Aveyron, en région Occitanie.

## Géographie

### Généralités

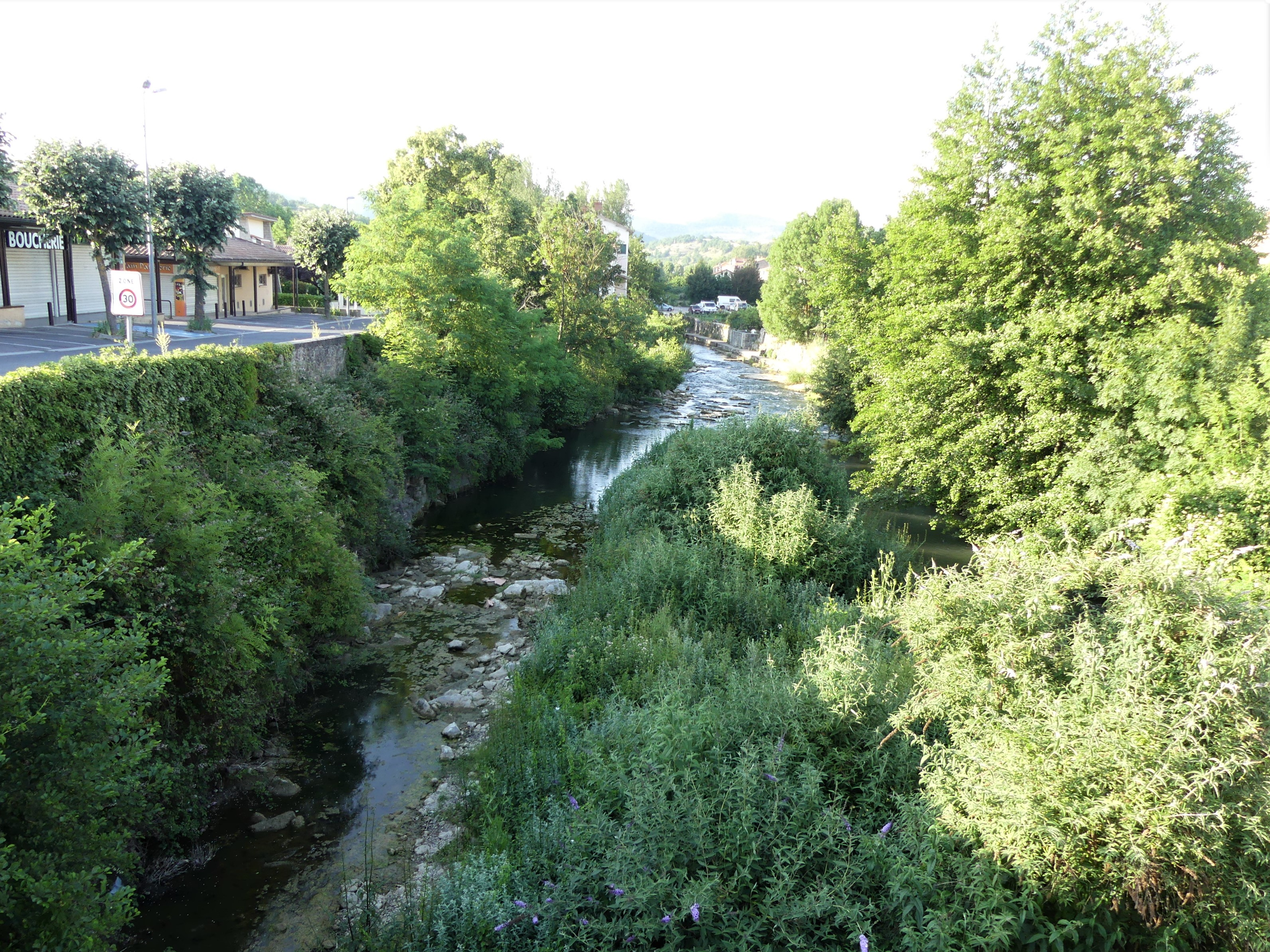
Le Cernon au bourg de Saint-Georges-de-Luzençon.

Dans le sud du Massif central, dans le quart sud-est du département de l'Aveyron, la commune de Saint-Georges-de-Luzençon est située à l'intérieur du parc naturel régional des Grands Causses. Le territoire communal s'étend sur 47,73 km2, sur le causse du Larzac. Elle est bordée au nord sur douze kilomètres par le Tarn et arrosée par son affluent le Cernon.
L'altitude minimale, 323 ou 340 mètres, se trouve localisée à l'extrême nord-ouest, près du lieu-dit Combe Nègre, là où le Tarn quitte la commune et sert de limite entre celles de Montjaux et de Saint-Rome-de-Tarn. L'altitude maximale avec 782 mètres est située au nord-est, à moins de cent mètres de la commune de Creissels, au nord du lieu-dit les Roucarels.
Traversé par la route départementale (RD) 992 qui longe le Cernon, le bourg de Saint-Georges-de-Luzençon est situé, en distances orthodromiques, neuf kilomètres au sud-ouest du centre-ville de Millau et quatorze kilomètres au nord-est de Saint-Affrique. Le cœur de l'agglomération est constitué de bâtiments en pierre de type médiéval épousant les formes de l'ancienne forteresse. L'avenue principale, de construction plus tardive, accueille la totalité des commerces de la commune. Enfin, la majeure partie du village est composée de pavillons au sein de lotissements, typiques de l'époque contemporaine. Le bourg continue d'attirer des familles en raison de sa position intermédiaire entre Millau et Saint-Affrique, ainsi que par sa proximité avec les usines de Roquefort.
Dans le sud-est de la commune, le sentier de grande randonnée (GR) 71D (le tour du Larzac) fait une boucle de quatre kilomètres en provenance de Creissels et y retournant, passant à la ferme fortifiée des Brouzes.

### Communes limitrophes
Saint-Georges-de-Luzençon est limitrophe de six autres communes. Au nord-est, son territoire est distant d'environ 250 mètres de celui de Millau.
Les communes limitrophes sont  Comprégnac, Creissels, La Bastide-Pradines, Montjaux, Saint-Rome-de-Cernon et Saint-Rome-de-Tarn.
| Montjaux           | Comprégnac                |                     |
|                    | Saint-Georges-de-Luzençon | Creissels           |
| Saint-Rome-de-Tarn | Saint-Rome-de-Cernon      | La Bastide-Pradines |

### Hydrographie

#### Réseau hydrographique

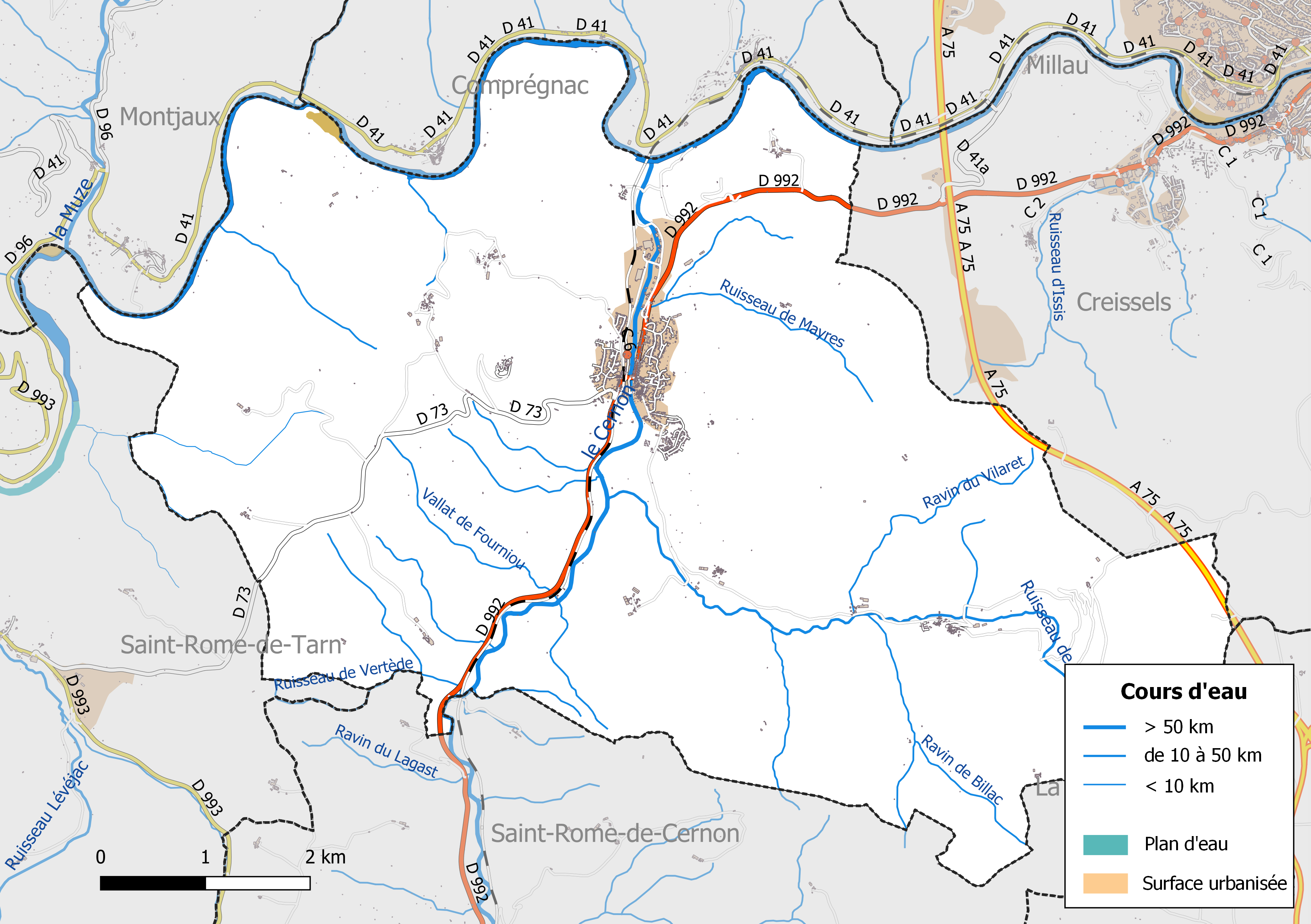
Réseaux hydrographique et routier de Saint-Georges-de-Luzençon.

La commune est drainée par le Tarn, le Cernon, le ruisseau de Lavencou, le ravin de Billac, le ravin du Vilaret, le ruisseau de Mayres, le ruisseau de Vertède, Vallat de Fourniou et par divers petits cours d'eau.
Le Tarn, d'une longueur totale de 380,2 km, prend sa source dans la commune de Pont de Montvert - Sud Mont Lozère (48) et se jette  dans la Garonne à Saint-Nicolas-de-la-Grave (82), après avoir arrosé 99 communes.
Le Cernon, d'une longueur totale de 30,4 km, prend sa source dans la commune de Sainte-Eulalie-de-Cernon et se jette  dans le Tarn à Saint-Georges-de-Luzençon, après avoir arrosé 5 communes.

#### Gestion des cours d'eau
Afin d’atteindre le bon état des eaux imposé par la Directive-cadre sur l'eau du 23 octobre 2000, plusieurs outils de gestion intégrée s’articulent à différentes échelles pour définir et mettre en œuvre un programme d’actions de réhabilitation et de gestion des milieux aquatiques : le SDAGE (Schéma directeur d'aménagement et de gestion des eaux), à l’échelle du bassin hydrographique, et le SAGE (Schéma d'aménagement et de gestion des eaux), à l’échelle locale. Ce dernier fixe les objectifs généraux d’utilisation, de mise en valeur et de protection quantitative et qualitative des ressources en eau superficielle et souterraine. Trois SAGE sont mis en oeuvre dans le département de l'Aveyron.
La commune fait partie du SAGE Tarn amont, approuvé le 15 décembre 2015, au sein du SDAGE Adour-Garonne. Le territoire de ce SAGE concerne une partie des bassins du Tarn de l’Aveyron et de l’Agout. Il couvre 69 communes, sur trois départements (Aveyron, Gard et Lozère) et deux régions, pour une superficie de 2 700 km2,. Le pilotage et l’animation du SAGE et du contrat de rivière du Tarn-amont associé sont assurés par le Syndicat mixte du bassin versant du Tarn-amont (SMBVTAM), qualifié de « structure porteuse ». Cet organisme a été créé le 1er avril 2018 et est constitué de neuf communautés de communes.

### Climat
Pour des articles plus généraux, voir Climat de l'Occitanie et Climat de l'Aveyron.
En 2010, le climat de la commune est de type climat des marges montargnardes, selon une étude s'appuyant sur une série de données couvrant la période 1971-2000. En 2020, Météo-France publie une typologie des climats de la France métropolitaine dans laquelle la commune est exposée à un climat de montagne et est dans la région climatique Sud-est du Massif Central, caractérisée par une pluviométrie annuelle de 1 000 à 1 500 mm, minimale en été, maximale en automne.
Pour la période 1971-2000, la température annuelle moyenne est de 12,1 °C, avec une amplitude thermique annuelle de 15,9 °C. Le cumul annuel moyen de précipitations est de 1 074 mm, avec 10,4 jours de précipitations en janvier et 4,8 jours en juillet. Pour la période 1991-2020, la température moyenne annuelle observée sur la station météorologique la plus proche, située sur la commune de Millau à 8 km à vol d'oiseau, est de 11,2 °C et le cumul annuel moyen de précipitations est de 713,2 mm,. Pour l'avenir, les paramètres climatiques de la commune estimés pour 2050 selon différents scénarios d'émission de gaz à effet de serre sont consultables sur un site dédié publié par Météo-France en novembre 2022.

### Milieux naturels et biodiversité

#### Espaces protégés
La protection réglementaire est le mode d’intervention le plus fort pour préserver des espaces naturels remarquables et leur biodiversité associée.
Dans ce cadre, la commune fait partie d'un espace protégé, le Parc naturel régional des Grands Causses, créé en 1995 et d'une superficie de 327 937 ha, qui s'étend sur 97 communes. Ce territoire rural habité, reconnu au niveau national pour sa forte valeur patrimoniale et paysagère, s’organise autour d’un projet concerté de développement durable, fondé sur la protection et la valorisation de son patrimoine,,.

#### Zones naturelles d'intérêt écologique, faunistique et floristique
L’inventaire des zones naturelles d'intérêt écologique, faunistique et floristique (ZNIEFF) a pour objectif de réaliser une couverture des zones les plus intéressantes sur le plan écologique, essentiellement dans la perspective d’améliorer la connaissance du patrimoine naturel national et de fournir aux différents décideurs un outil d’aide à la prise en compte de l’environnement dans l’aménagement du territoire.
Le territoire communal de Saint-Georges-de-Luzençon comprend trois ZNIEFF de type 1, : 
- le « Causse du Larzac occidental » (7 036 ha), couvrant 6 communes du département[20] ;
- la « Rivière Tarn (partie Aveyron) » (2 381 ha), couvrant 41 communes dont 25 dans l'Aveyron et 16 dans le Tarn[21] ;
- la « Vallée du Tarn et de la Muze à Saint-Rome et Montjaux » (3 336 ha), couvrant 5 communes du département[22] ;

et deux ZNIEFF de type 2, : 
- le « Causse du Larzac » (50 424 ha), qui s'étend sur 23 communes dont 21 dans l'Aveyron et 2 dans l'Hérault[23] ;
- la « Vallée du Tarn, amont » (36 322 ha), qui s'étend sur 57 communes dont 31 dans l'Aveyron, 1 dans la Lozère et 25 dans le Tarn[24].

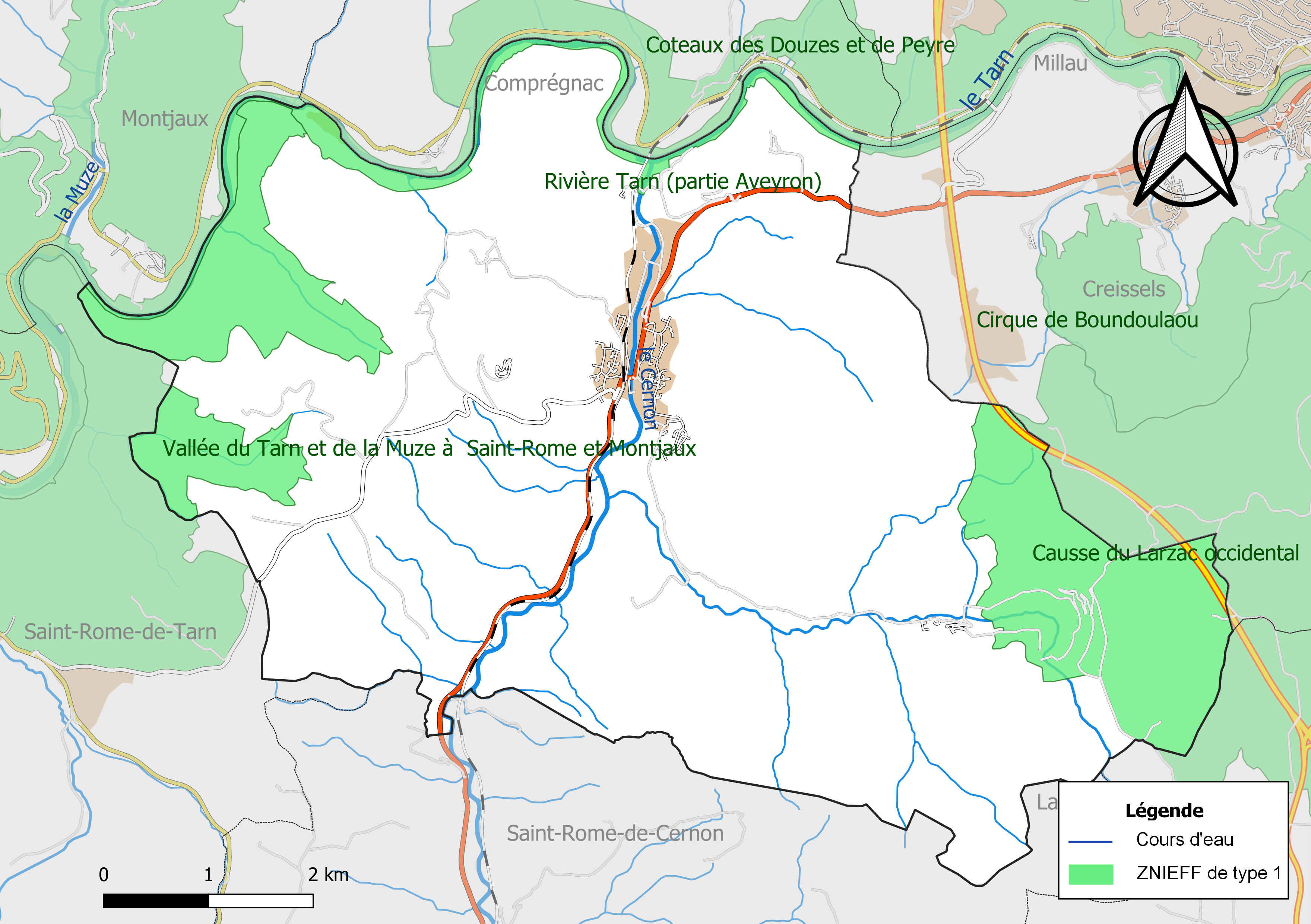
Carte des ZNIEFF de type 1 de la commune.
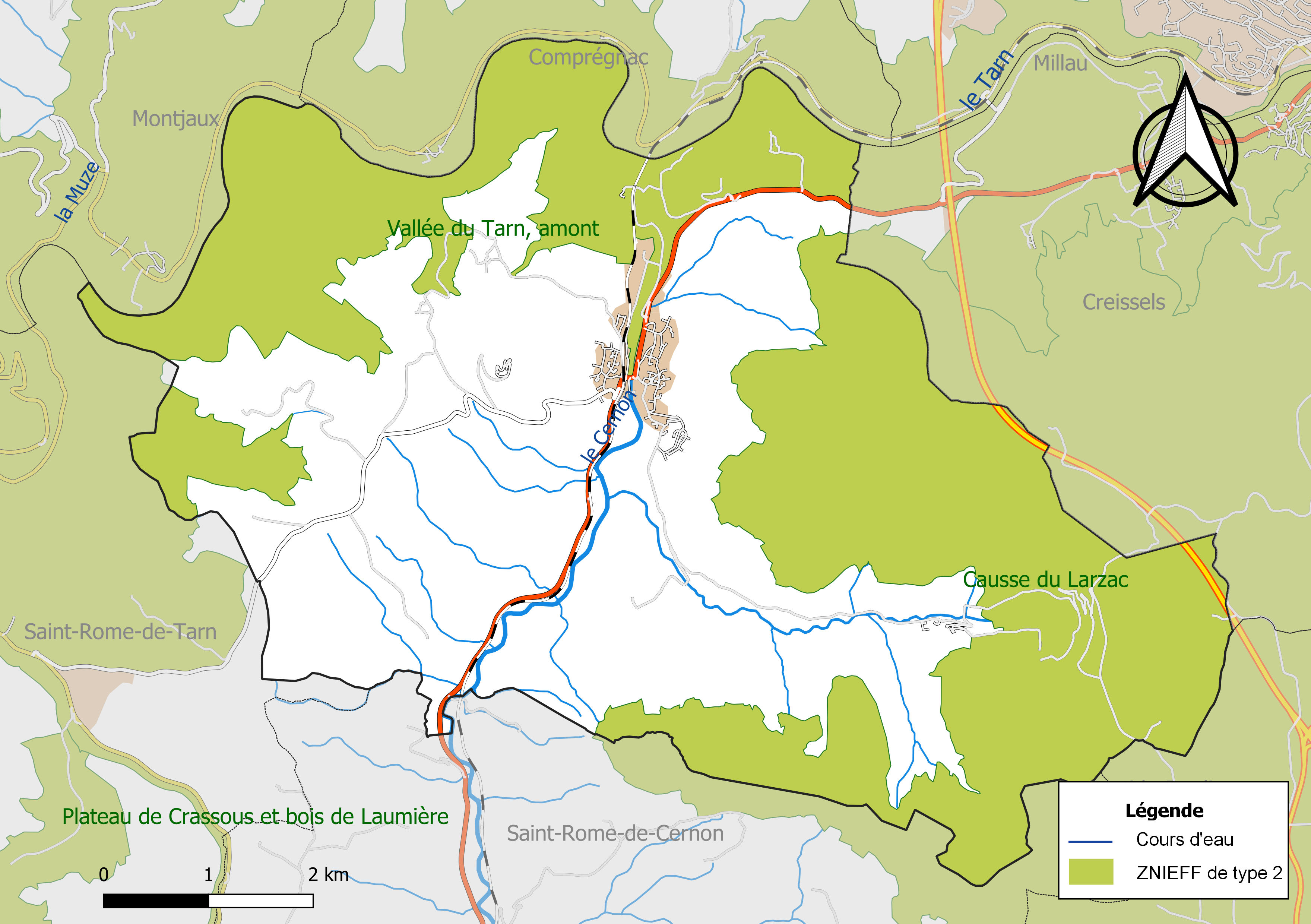
Carte des ZNIEFF de type 2 de la commune.

## Urbanisme

### Typologie
Au 1er janvier 2024, Saint-Georges-de-Luzençon est catégorisée bourg rural, selon la nouvelle grille communale de densité à sept niveaux définie par l'Insee en 2022.
Elle est située hors unité urbaine. Par ailleurs la commune fait partie de l'aire d'attraction de Millau, dont elle est une commune de la couronne,. Cette aire, qui regroupe 23 communes, est catégorisée dans les aires de moins de 50 000 habitants,.

### Occupation des sols

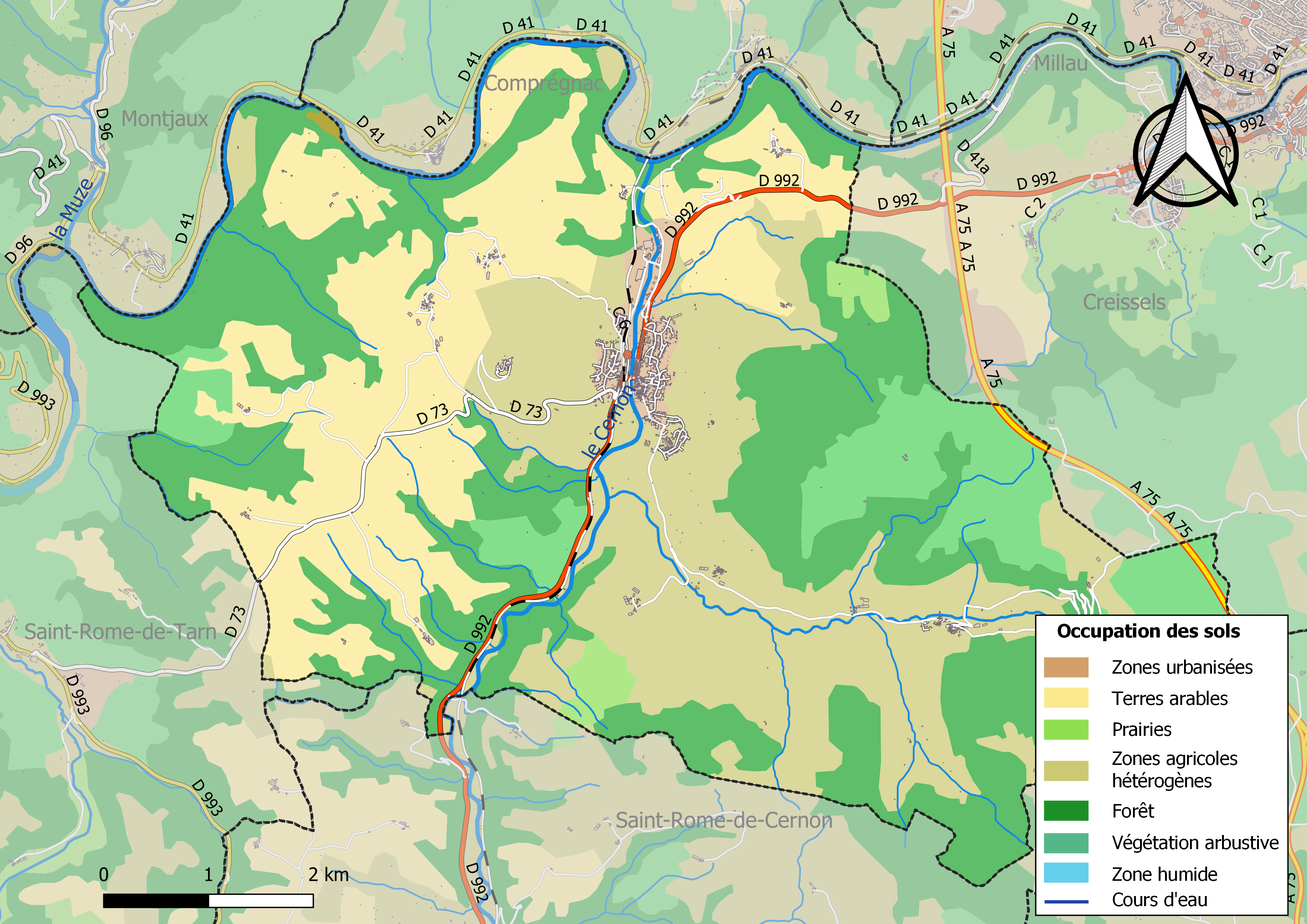
Infrastructures et occupation des sols de la commune de Saint-Georges-de-Luzençon.

L'occupation des sols de la commune, telle qu'elle ressort de la base de données européenne d’occupation biophysique des sols Corine Land Cover (CLC), est marquée par l'importance des territoires agricoles (52,4 % en 2018), en diminution par rapport à 1990 (54,7 %). La répartition détaillée en 2018 est la suivante : 
forêts (34,6 %), zones agricoles hétérogènes (27,1 %), terres arables (23,8 %), milieux à végétation arbustive et/ou herbacée (10,5 %), zones urbanisées (1,8 %), prairies (1,5 %), zones industrielles ou commerciales et réseaux de communication (0,7 %).

### Planification
La loi SRU du 13 décembre 2000 a incité fortement les communes à se regrouper au sein d’un établissement public, pour déterminer les partis d’aménagement de l’espace au sein d’un SCoT, un document essentiel d’orientation stratégique des politiques publiques à une grande échelle. La commune est dans le territoire du SCoT du Parc naturel régional des Grands Causses, approuvé le vendredi 7 juillet 2017 par le comité syndical et mis à l’enquête publique en décembre 2019. La structure porteuse est le Pôle d'équilibre territorial et rural du PNR des Grands Causses, qui associe huit communautés de communes, notamment la communauté de communes de Millau Grands Causses, dont la commune est membre.
La commune disposait en 2017 d'un plan local d'urbanisme en révision. Le zonage réglementaire et le règlement associé peuvent être consultés sur le Géoportail de l'urbanisme.

### Voies de communication et transports

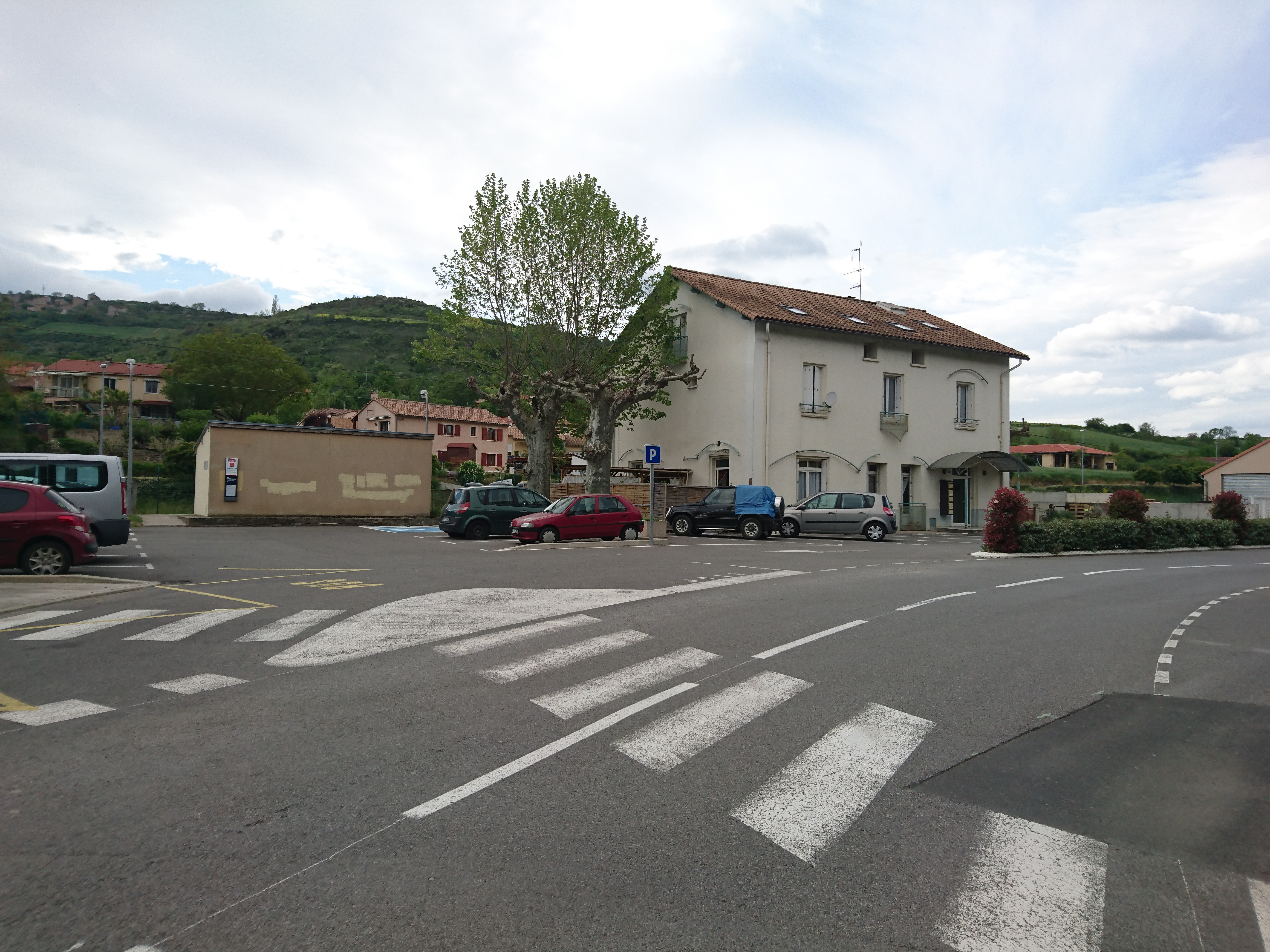
Le bâtiment de la gare de Saint-Georges-de-Luzençon en 2016.

La gare de Saint-Georges-de-Luzençon est desservie par des trains Intercités qui circulent entre Béziers et Saint-Chély-d'Apcher ou Clermont-Ferrand, par des trains TER Languedoc-Roussillon qui effectuent des missions entre les gares : de Béziers et de Saint-Chély-d'Apcher ou de Millau, et par des trains TER Midi-Pyrénées entre les gares : de Tournemire - Roquefort et de Millau ; de Saint-Rome-de-Cernon et de Sévérac-le-Château.
La commune est traversée du nord-est au sud sur huit kilomètres par la route départementale (RD) 992 qui relie Millau à Saint-Rome-de-Cernon.
Dans l'est de la commune, l'autoroute A75 traverse le territoire communal à deux reprises sur une distance totale d'un kilomètre et demi. Son accès le plus proche se situe à l'échangeur no 46 sur la commune de La Bastide-Pradines, à dix-sept kilomètres par la route du bourg de Saint-Georges-de-Luzençon, en passant par Saint-Rome-de-Cernon.

### Risques majeurs
Le territoire de la commune de Saint-Georges-de-Luzençon est vulnérable à différents aléas naturels : inondations, climatiques (hiver exceptionnel ou canicule), feux de forêts et séisme (sismicité faible).
Il est également exposé à un risque technologique, le transport de matières dangereuses, et à deux risques particuliers, les risques radon et minier,.

#### Risques naturels

Zones inondables de la commune de Saint-Georges-de-Luzençon.

Certaines parties du territoire communal sont susceptibles d’être affectées par le risque d’inondation par débordement du Cernon. Les dernières grandes crues historiques, ayant touché plusieurs parties du département, remontent aux 3 et 4 décembre 2003 (dans les bassins du Lot, de l'Aveyron, du Viaur et du Tarn) et au 28 novembre 2014 (bassins de la Sorgues et du Dourdou). Ce risque est pris en compte dans l'aménagement du territoire de la commune par le biais du Plan de prévention du risque inondation (PPRI) Cernon-Soulzon, approuvé le 21 décembre 2007.
Le Plan départemental de protection des forêts contre les incendies découpe le département de l’Aveyron en sept « bassins de risque » et définit une sensibilité des communes à l’aléa feux de forêt (de faible à très forte). La commune est classée en sensibilité très forte.
Les mouvements de terrains susceptibles de se produire sur la commune sont soit des mouvements liés au retrait-gonflement des argiles, soit des effondrements liés à des cavités souterraines. Le phénomène de retrait-gonflement des argiles est la conséquence d'un changement d'humidité des sols argileux. Les argiles sont capables de fixer l'eau disponible mais aussi de la perdre en se rétractant en cas de sécheresse. Ce phénomène peut provoquer des dégâts très importants sur les constructions (fissures, déformations des ouvertures) pouvant rendre inhabitables certains locaux. La carte de zonage de cet aléa peut être consultée sur le site de l'observatoire national des risques naturels Géorisques. Une autre carte permet de prendre connaissance des cavités souterraines localisées sur la commune,.

#### Risques technologiques
Le risque de transport de matières dangereuses sur la commune est lié à sa traversée par des infrastructures routières et ferroviaires importantes et la présence d'une canalisation de transport de gaz. Un accident se produisant sur de telles infrastructures est en effet susceptible d’avoir des effets graves au bâti ou aux personnes jusqu’à 350 m, selon la nature du matériau transporté. Des dispositions d’urbanisme peuvent être préconisées en conséquence.

#### Risques particuliers
La commune est concernée par le risque minier, principalement lié à l’évolution des cavités souterraines laissées à l’abandon et sans entretien après l’exploitation des mines.
Dans plusieurs parties du territoire national, le radon, accumulé dans certains logements ou autres locaux, peut constituer une source significative d’exposition de la population aux rayonnements ionisants. Toutes les communes du département sont concernées par le risque radon à un niveau plus ou moins élevé. Selon le dossier départemental des risques majeurs du département établi en 2013, la commune de Saint-Georges-de-Luzençon est classée à risque faible. Un décret du 4 juin 2018 a modifié la terminologie du zonage définie dans le code de la santé publique et a été complété par un arrêté du 27 juin 2018 portant délimitation des zones à potentiel radon du territoire français. La commune est désormais en zone 1, à savoir zone à potentiel radon faible.

## Histoire
La présence de peuplements anciens est avérée sur le territoire communal : dolmens, tessons du IVe siècle, cimetière barbare à Briadels.
Saint-Georges-de-Luzençon portait auparavant le nom de Saint-Georges de Valserena. Le domaine est échangé entre l'évêque de Rodez et le comte de Toulouse.
La commune porta, au cours de la période révolutionnaire de la Convention nationale (1792-1795), le nom de « Vallée Pure », vallée dans laquelle coule le Cernon.
Domaine dévasté par les protestants de Las Ribes au XVIe siècle, puis du duc de Rohan au XVIIe siècle.

## Politique et administration

### Découpage territorial
La commune de Saint-Georges-de-Luzençon est membre de la communauté de communes de Millau Grands Causses, un établissement public de coopération intercommunale (EPCI) à fiscalité propre créé le 27 décembre 1999 dont le siège est à Millau. Ce dernier est par ailleurs membre d'autres groupements intercommunaux.
Sur le plan administratif, elle est rattachée à l'arrondissement de Millau, au département de l'Aveyron et à la région Occitanie. Sur le plan électoral, elle dépend du  canton de Millau-1 pour l'élection des conseillers départementaux, depuis le redécoupage cantonal de 2014 entré en vigueur en 2015, et de la troisième circonscription de l'Aveyron  pour les élections législatives, depuis le dernier découpage électoral de 2010.

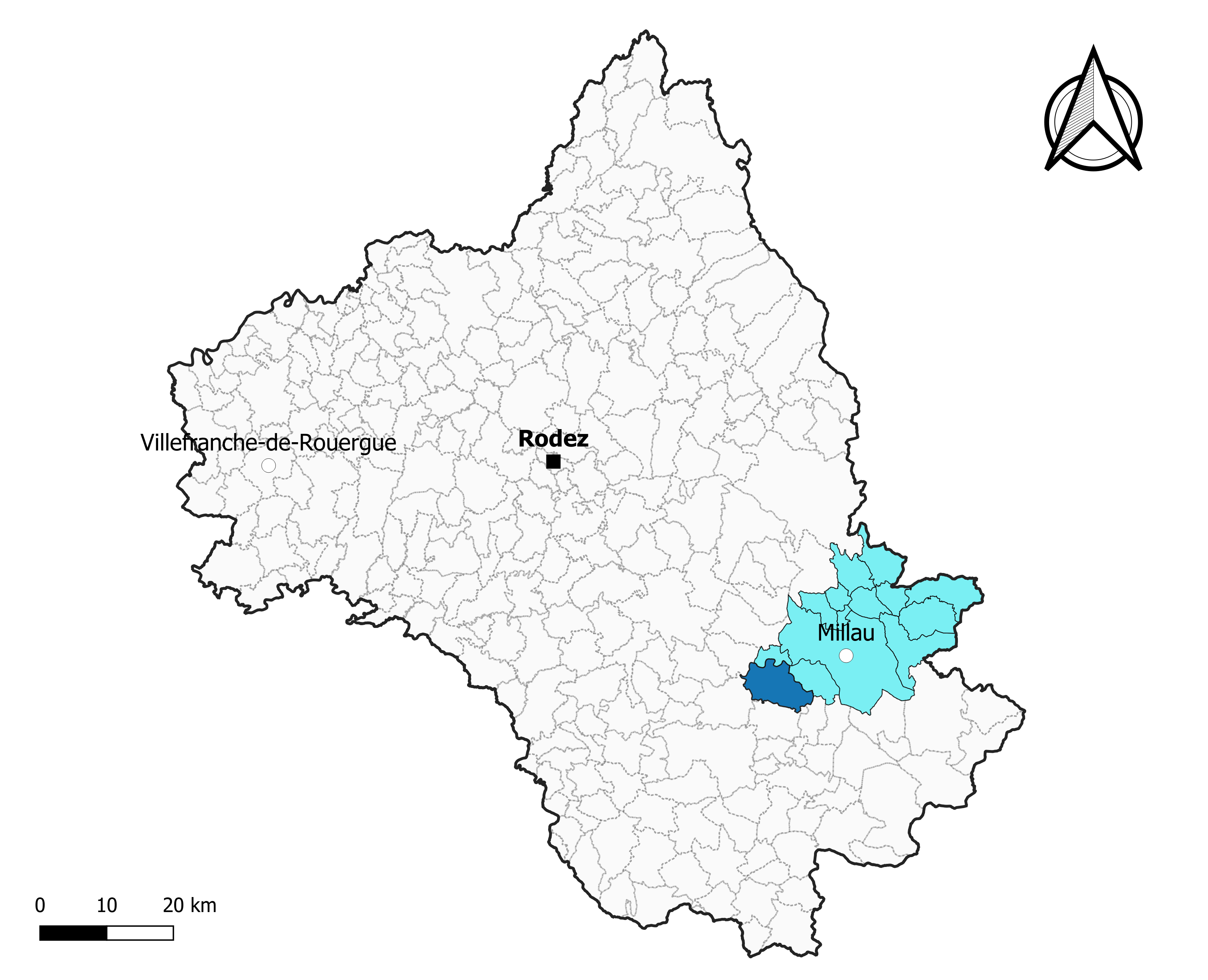
Saint-Georges-de-Luzençon dans l'intercommunalité en 2020.
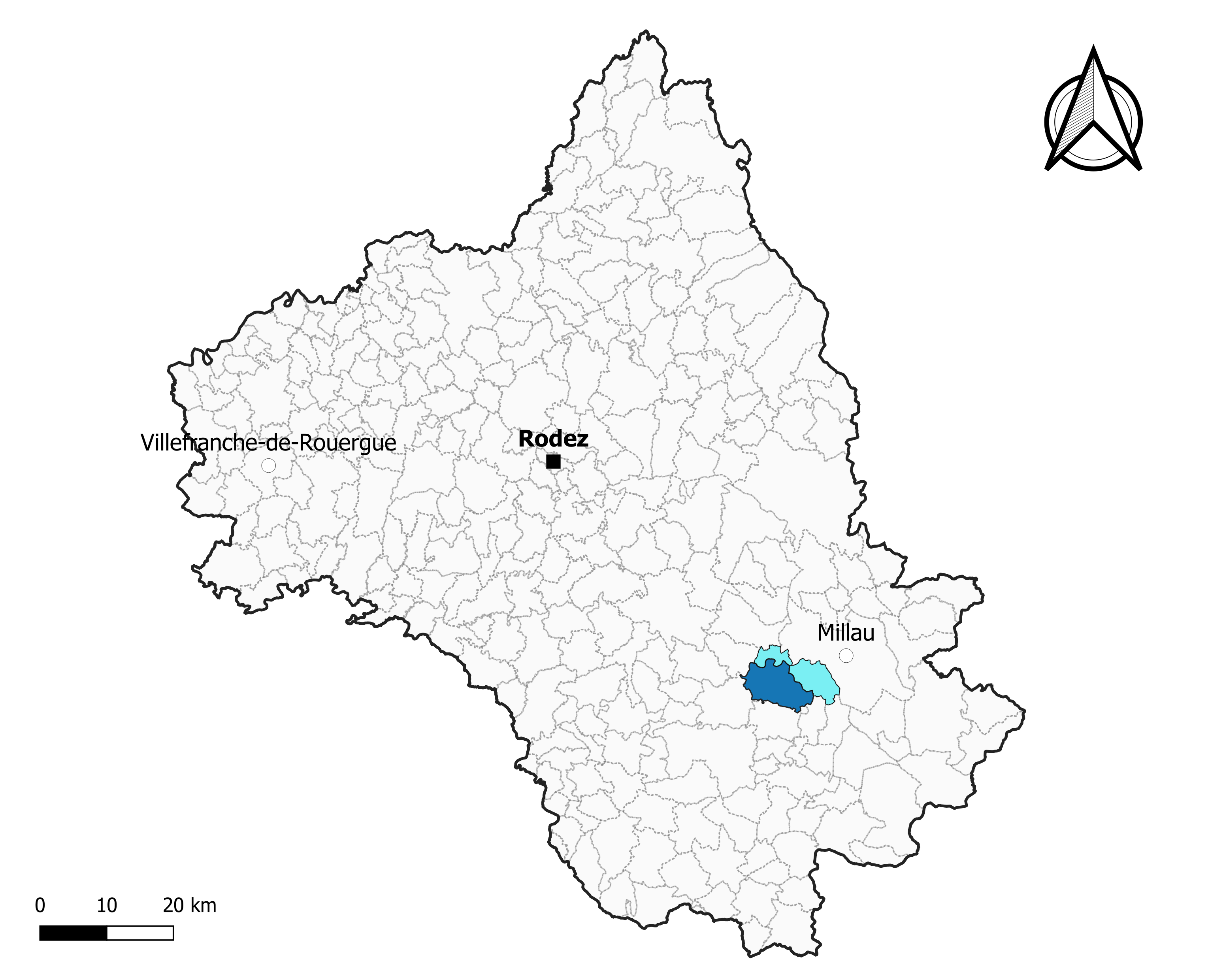
Saint-Georges-de-Luzençon dans le canton de Millau-1 en 2020.
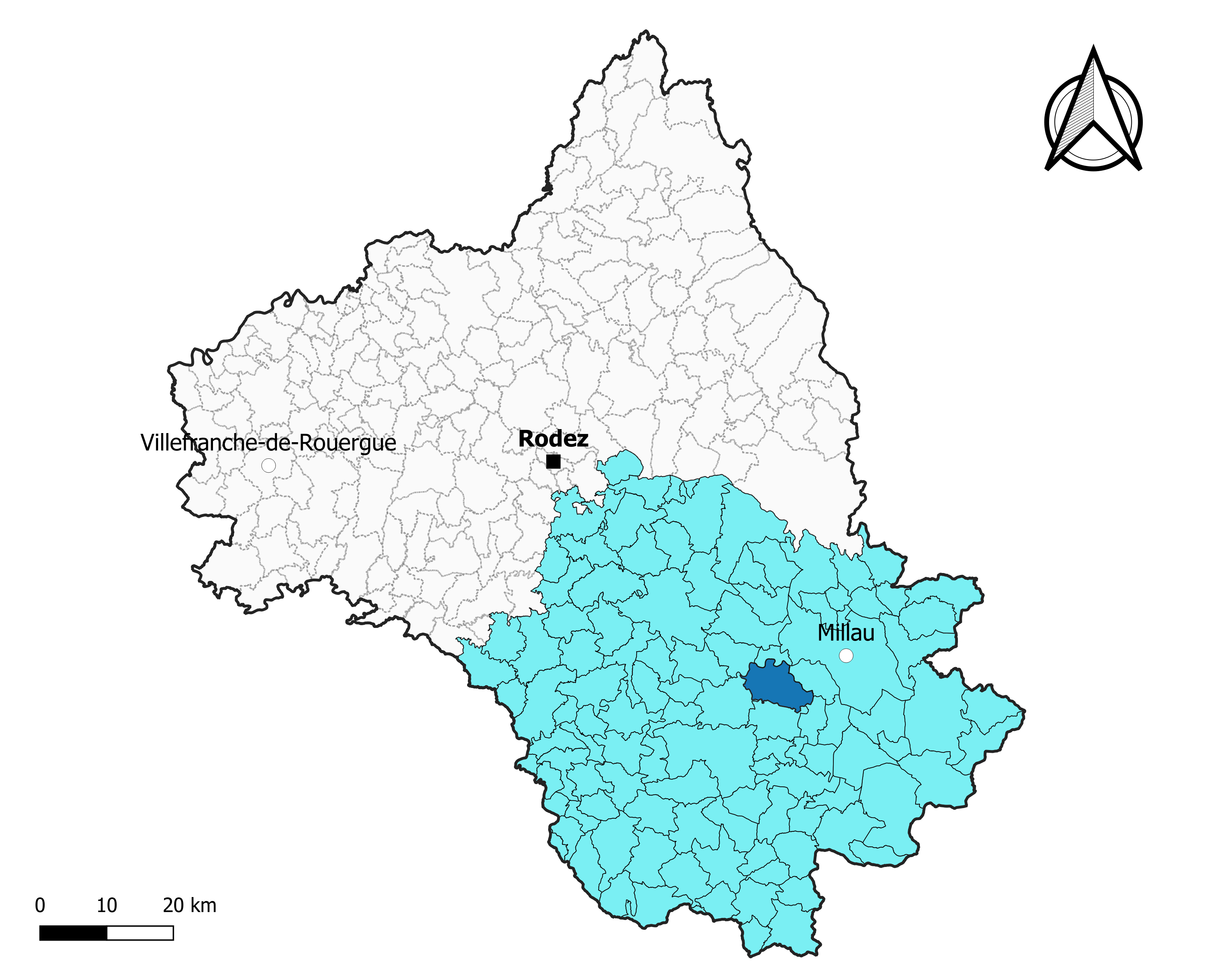
Saint-Georges-de-Luzençon dans l'arrondissement de Millau en 2020.

### Élections municipales et communautaires

#### Élections de 2020
| Tête de liste | Suffrages | Pourcentage | CM | CC |
| ------------- | --------- | ----------- | -- | -- |
| Didier Cadaux | 464       | 61,94 %     | 16 | 3  |
| Yvon Beaumont | 285       | 38,05 %     | 3  | 1  |

Le conseil municipal de Saint-Georges-de-Luzençon, commune de plus de 1 000 habitants, est élu au scrutin proportionnel de liste à deux tours (sans aucune modification possible de la liste), pour un mandat de six ans renouvelable. Compte tenu de la population communale, le nombre de sièges à pourvoir lors des élections municipales de 2020 est de 19. Les dix-neuf conseillers municipaux sont élus dès le premier tour, le 15 mars 2020, avec un taux de participation de 57,97 %, se répartissant en seize issus de la liste conduite par Didier Cadaux et trois issus de celle d'Yvon Beaumont.
Didier Cadaux est élu nouveau maire de la commune le 26 mai 2020.
Les quatre sièges attribués à la commune au sein du conseil communautaire de la communauté de communes de Millau Grands Causses se répartissent en : liste de Didier Cadaux (3) et liste d'Yvon Beaumont (1).

#### Liste des maires

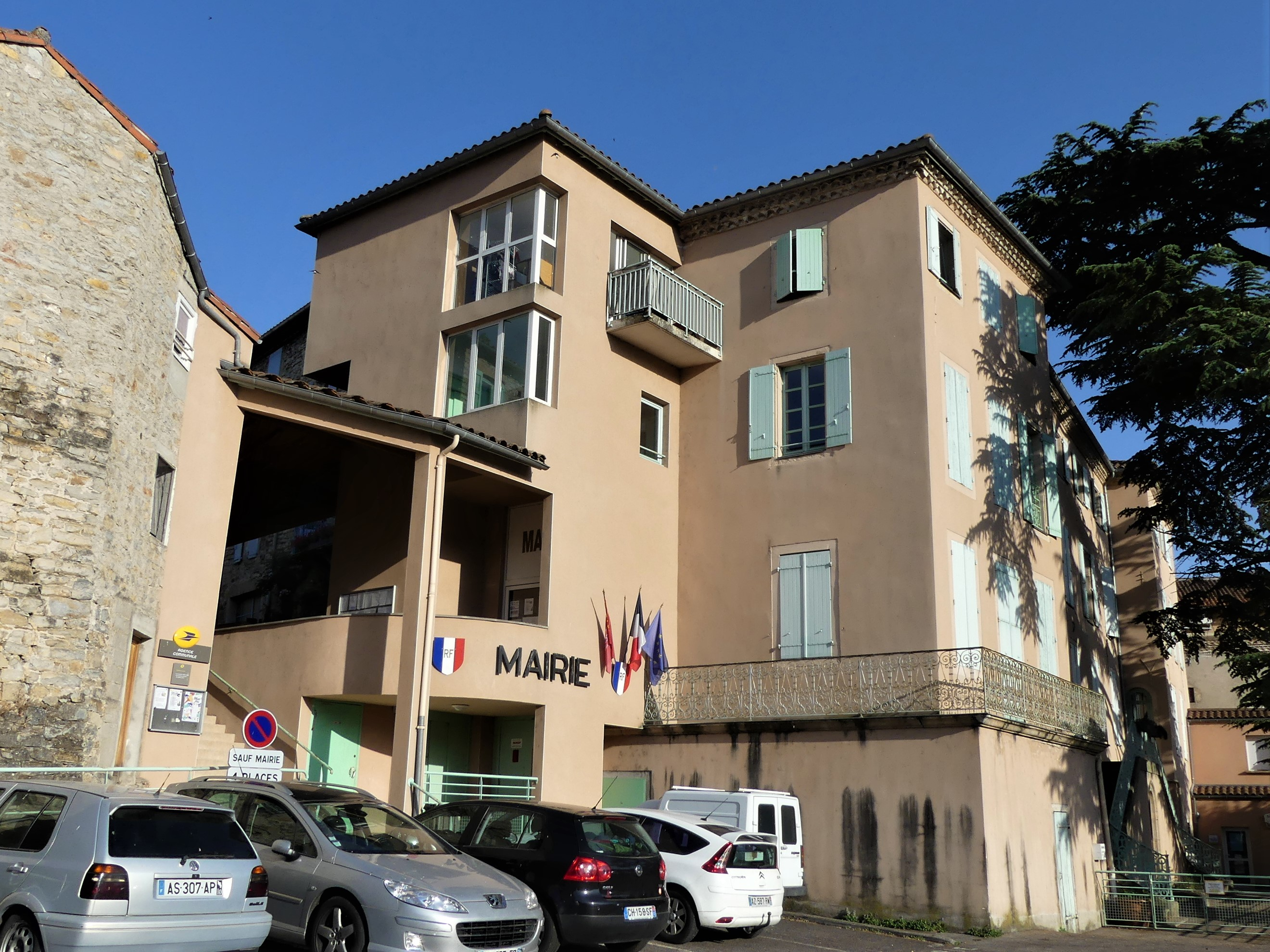
La mairie en 2019.

| Période                                  | Période  | Identité      | Étiquette | Qualité                                                                            |
| ---------------------------------------- | -------- | ------------- | --------- | ---------------------------------------------------------------------------------- |
| Les données manquantes sont à compléter. |          |               |           |                                                                                    |
|                                          |          |               |           |                                                                                    |
| mars 2001                                | 2008     | Robert Cros   |           |                                                                                    |
| mars 2008                                | mai 2020 | Gérard Prêtre | DVD-LR    | Industriel de la ganterie, président de la CC de Millau Grands Causses (2014-2020) |
| mai 2020                                 | En cours | Didier Cadaux |           | Architecte                                                                         |

## Population et société

### Démographie
Les habitants de Saint-Georges-de-Luzençon sont appelés les Saint Georgiens.
L'évolution du nombre d'habitants est connue à travers les recensements de la population effectués dans la commune depuis 1793. Pour les communes de moins de 10 000 habitants, une enquête de recensement portant sur toute la population est réalisée tous les cinq ans, les populations de référence des années intermédiaires étant quant à elles estimées par interpolation ou extrapolation. Pour la commune, le premier recensement exhaustif entrant dans le cadre du nouveau dispositif a été réalisé en 2006.

En 2022, la commune comptait 1 584 habitants, en évolution de −2,28 % par rapport à 2016 (Aveyron : +0,37 %, France hors Mayotte : +2,11 %).
| 1793  | 1800  | 1806  | 1821  | 1831  | 1836  | 1841  | 1846  | 1851  |
| ----- | ----- | ----- | ----- | ----- | ----- | ----- | ----- | ----- |
| 1 032 | 1 272 | 1 696 | 2 089 | 1 653 | 1 788 | 1 693 | 1 652 | 1 710 |

| 1856  | 1861  | 1866  | 1872  | 1876  | 1881  | 1886  | 1891  | 1896  |
| ----- | ----- | ----- | ----- | ----- | ----- | ----- | ----- | ----- |
| 1 695 | 1 655 | 1 665 | 1 746 | 1 653 | 1 627 | 1 507 | 1 433 | 1 426 |

| 1901  | 1906  | 1911  | 1921  | 1926  | 1931  | 1936  | 1946 | 1954 |
| ----- | ----- | ----- | ----- | ----- | ----- | ----- | ---- | ---- |
| 1 365 | 1 337 | 1 322 | 1 113 | 1 040 | 1 100 | 1 003 | 964  | 861  |

| 1962 | 1968 | 1975 | 1982  | 1990  | 1999  | 2006  | 2011  | 2016  |
| ---- | ---- | ---- | ----- | ----- | ----- | ----- | ----- | ----- |
| 861  | 827  | 777  | 1 027 | 1 144 | 1 301 | 1 635 | 1 514 | 1 621 |

| 2021  | 2022  | - | - | - | - | - | - | - |
| ----- | ----- | - | - | - | - | - | - | - |
| 1 595 | 1 584 | - | - | - | - | - | - | - |

### Sports
Saint-Georges-de-Luzençon est la commune de départ et d'arrivée des trails La Verticausse.

## Économie

### Revenus
En 2018  (données Insee publiées en septembre 2021), la commune compte 702 ménages fiscaux, regroupant 1 657 personnes. La médiane du revenu disponible par unité de consommation est de 21 990 € (20 640 € dans le département).

### Emploi
| Division       | 2008  | 2013  | 2018   |
| -------------- | ----- | ----- | ------ |
| Commune        | 4,5 % | 6,4 % | 10,3 % |
| Département    | 5,4 % | 7,1 % | 7,1 %  |
| France entière | 8,3 % | 10 %  | 10 %   |

En 2018, la population âgée de 15 à 64 ans s'élève à 973 personnes, parmi lesquelles on compte 78,9 % d'actifs (68,6 % ayant un emploi et 10,3 % de chômeurs) et 21,1 % d'inactifs,. En  2018, le taux de chômage communal (au sens du recensement) des 15-64 ans est supérieur à celui du département et de la France, alors qu'en 2008 la situation était inverse.
La commune fait partie de la couronne de l'aire d'attraction de Millau, du fait qu'au moins 15 % des actifs travaillent dans le pôle,. Elle compte 398 emplois en 2018, contre 501 en 2013 et 538 en 2008. Le nombre d'actifs ayant un emploi résidant dans la commune est de 673, soit un indicateur de concentration d'emploi de 59,1 % et un taux d'activité parmi les 15 ans ou plus de 59,1 %.
Sur ces 673 actifs de 15 ans ou plus ayant un emploi, 192 travaillent dans la commune, soit 29 % des habitants. Pour se rendre au travail, 86,4 % des habitants utilisent un véhicule personnel ou de fonction à quatre roues, 1,8 % les transports en commun, 7 % s'y rendent en deux-roues, à vélo ou à pied et 4,7 % n'ont pas besoin de transport (travail au domicile).

### Activités hors agriculture

#### Secteurs d'activités
115 établissements sont implantés  à Saint-Georges-de-Luzençon au 31 décembre 2019. Le tableau ci-dessous en détaille le nombre par secteur d'activité et compare les ratios avec ceux du département,.
| Secteur d'activité                                                                                        | Commune | Commune | Département |
| Secteur d'activité                                                                                        | Nombre  | %       | %           |
| --- | ------- | ------- | ----------- |
| Ensemble                                                                                                  | 115     | 100 %   | (100 %)     |
| Industrie manufacturière, industries extractives et autres                                                | 16      | 13,9 %  | (17,7 %)    |
| Construction                                                                                              | 23      | 20 %    | (13 %)      |
| Commerce de gros et de détail, transports, hébergement et restauration                                    | 27      | 23,5 %  | (27,5 %)    |
| Information et communication                                                                              | 3       | 2,6 %   | (1,5 %)     |
| Activités financières et d'assurance                                                                      | 4       | 3,5 %   | (3,4 %)     |
| Activités immobilières                                                                                    | 2       | 1,7 %   | (4,2 %)     |
| Activités spécialisées, scientifiques et techniques et activités de services administratifs et de soutien | 16      | 13,9 %  | (12,4 %)    |
| Administration publique, enseignement, santé humaine et action sociale                                    | 16      | 13,9 %  | (12,7 %)    |
| Autres activités de services                                                                              | 8       | 7 %     | (7,8 %)     |

Le secteur du commerce de gros et de détail, des transports, de l'hébergement et de la restauration est prépondérant sur la commune puisqu'il représente 23,5 % du nombre total d'établissements de la commune (27 sur les 115 entreprises implantées  à Saint-Georges-de-Luzençon), contre 27,5 % au niveau départemental.

#### Entreprises
Les cinq entreprises ayant leur siège social sur le territoire communal qui génèrent le plus de chiffre d'affaires en 2020 sont : 
- Soc Fromagere De Saint Georges, fabrication de fromage (17 173 k€)
- Bonnafous Transports Midi Pyrenees, transports routiers de fret de proximité (4 397 k€)
- Financiere Bonnafous, fonds de placement et entités financières similaires (1 124 k€)
- Transports Gal, location de courte durée de voitures et de véhicules automobiles légers (1 064 k€)
- Gavalda, transports routiers de fret de proximité (469 k€)

### Agriculture
La commune est dans les Grands Causses, une petite région agricole occupant le sud-est du département de l'Aveyron. En 2020, l'orientation technico-économique de l'agriculture  sur la commune est l'élevage d'ovins ou de caprins.
|               | 1988  | 2000  | 2010  | 2020  |
| ------------- | ----- | ----- | ----- | ----- |
| Exploitations | 32    | 26    | 21    | 15    |
| SAU (ha)      | 2 251 | 3 248 | 2 745 | 2 560 |

Le nombre d'exploitations agricoles en activité et ayant leur siège dans la commune est passé de 32 lors du recensement agricole de 1988  à 26 en 2000 puis à 21 en 2010 et enfin à 15 en 2020, soit une baisse de 53 % en 32 ans. Le même mouvement est observé à l'échelle du département qui a perdu pendant cette période 51 % de ses exploitations,. La surface agricole utilisée sur la commune a quant à elle augmenté, passant de 2 251 ha en 1988 à 2 560 ha en 2020. Parallèlement la surface agricole utilisée moyenne par exploitation a augmenté, passant de 70 à 171 ha.

## Culture locale et patrimoine

### Mégalithes
Témoignages du passé préhistorique de la région, sur le territoire communal ont été répertoriés quatre dolmens : le dolmen des Crottes et les trois dolmens du Puech del Pous,,, ainsi que de trois menhirs : le menhir de la Côte de Labro le menhir des Crottes et le menhir du Puech del Pous.

### Édifices civils

#### Château de Saint-Geniez de Bertrand
Datant du XVe siècle, le château de Saint-Geniez de Bertrand est inscrit au titre des monuments historiques depuis 1978 pour ses façades et toitures, de même que son ancienne chapelle castrale, devenue l'église paroissiale.

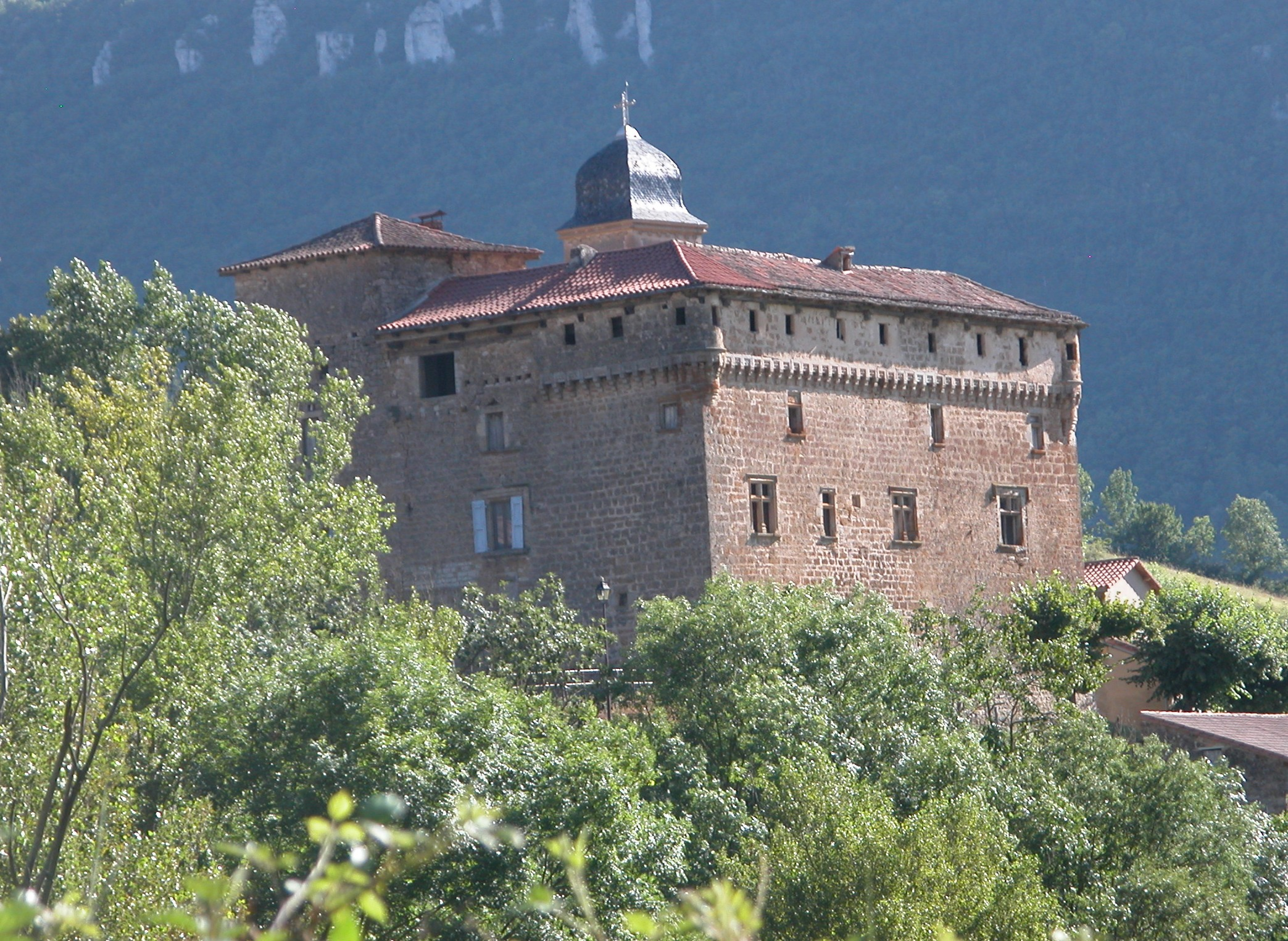
Le château de Saint-Geniez.
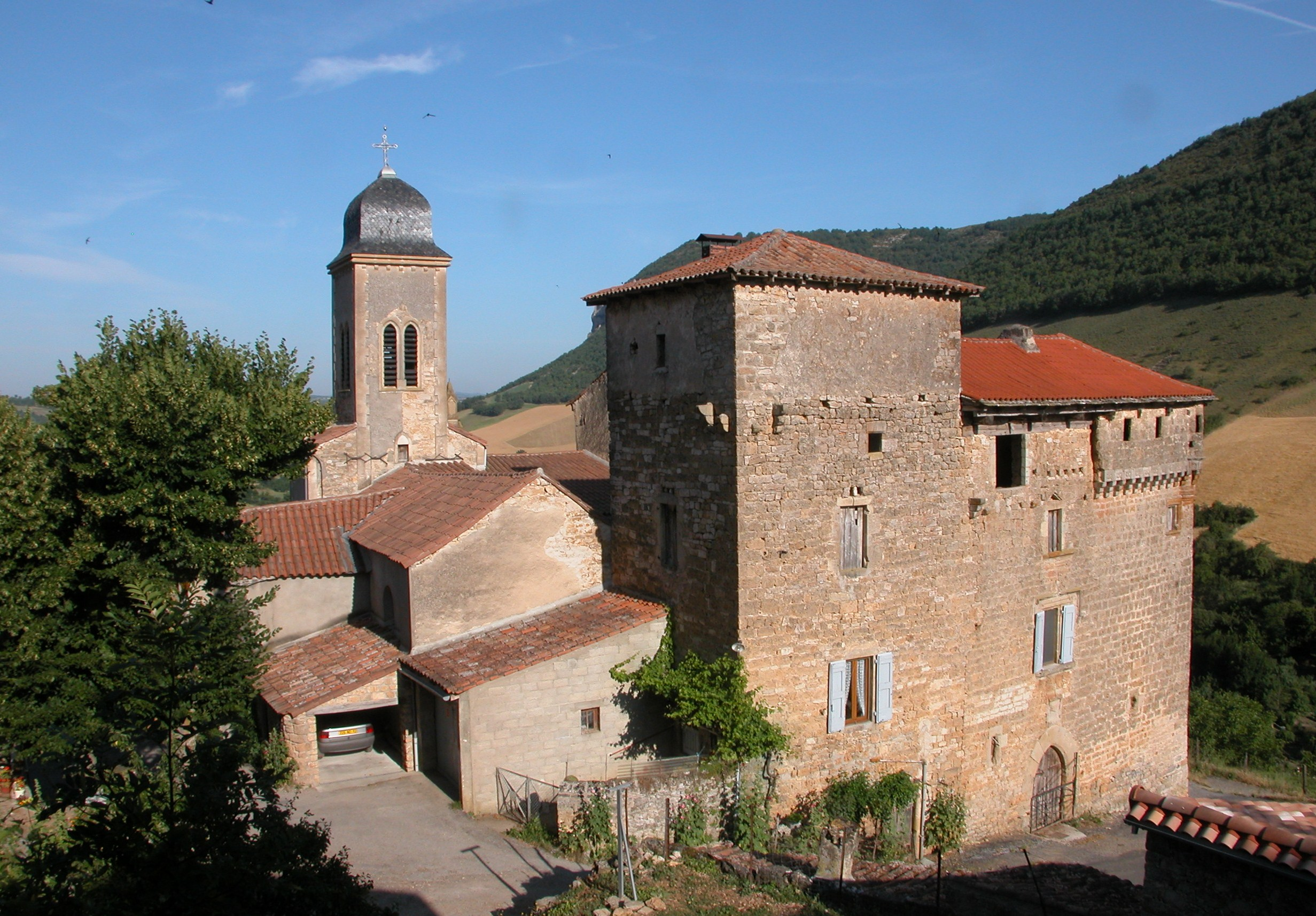
La façade est.
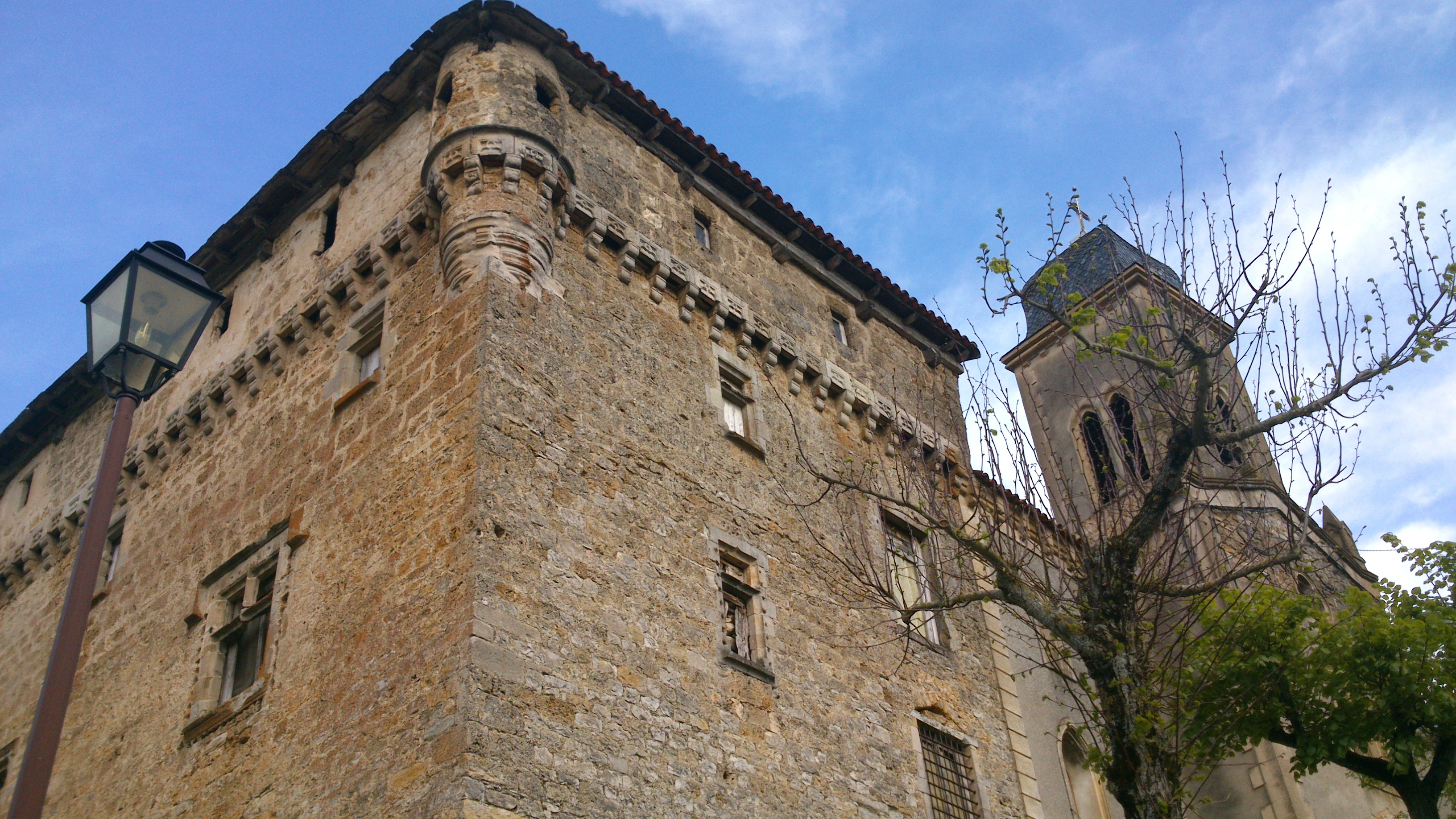
La façade ouest.

#### Ferme fortifiée des Brouzes
Datant du XVe siècle et modifiée aux XVIIe et XVIIIe siècles, la ferme fortifiée des Brouzes — située au lieu-dit Brouzes du Larzac — est classée au titre des monuments historiques depuis 1990.

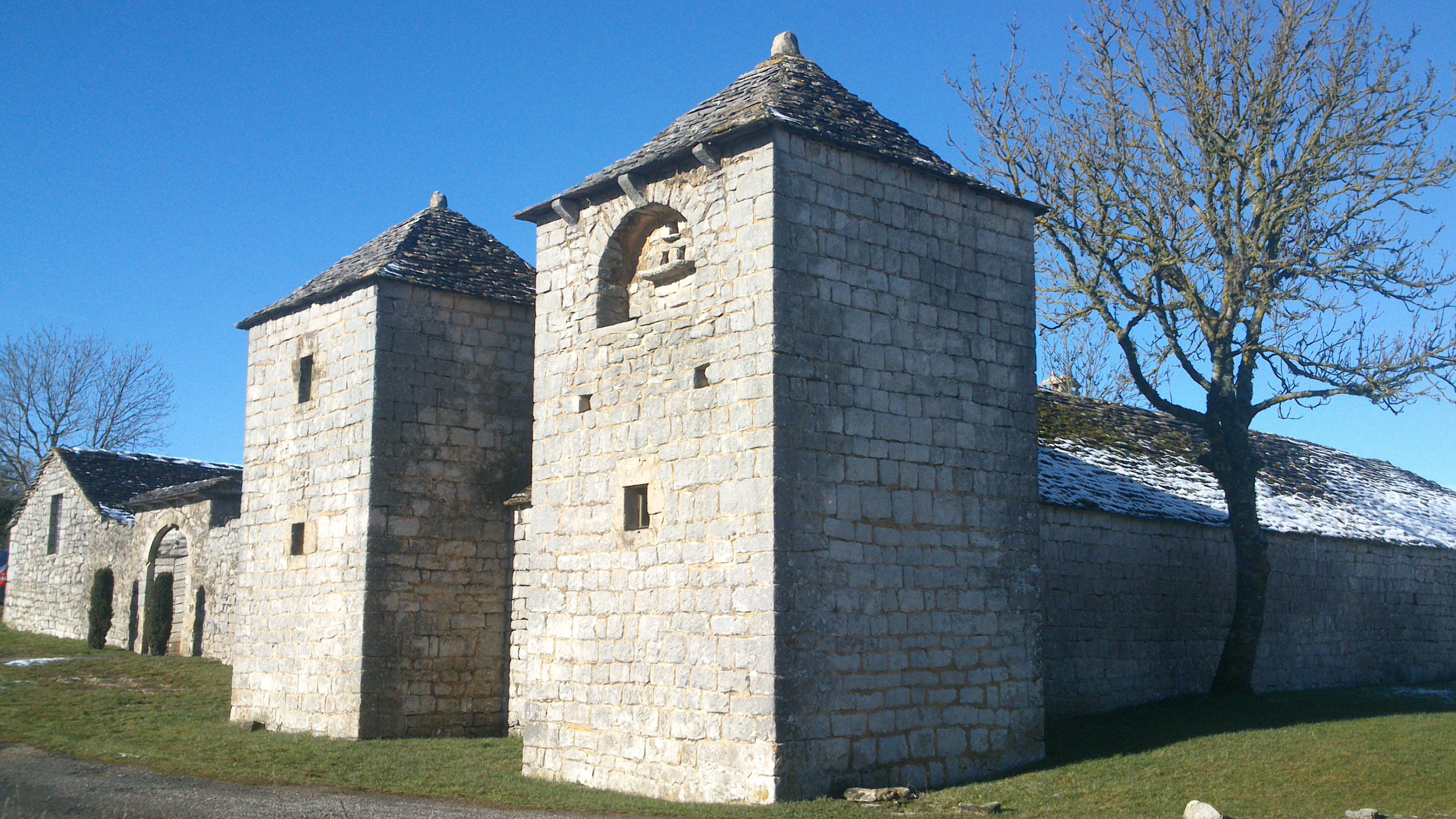
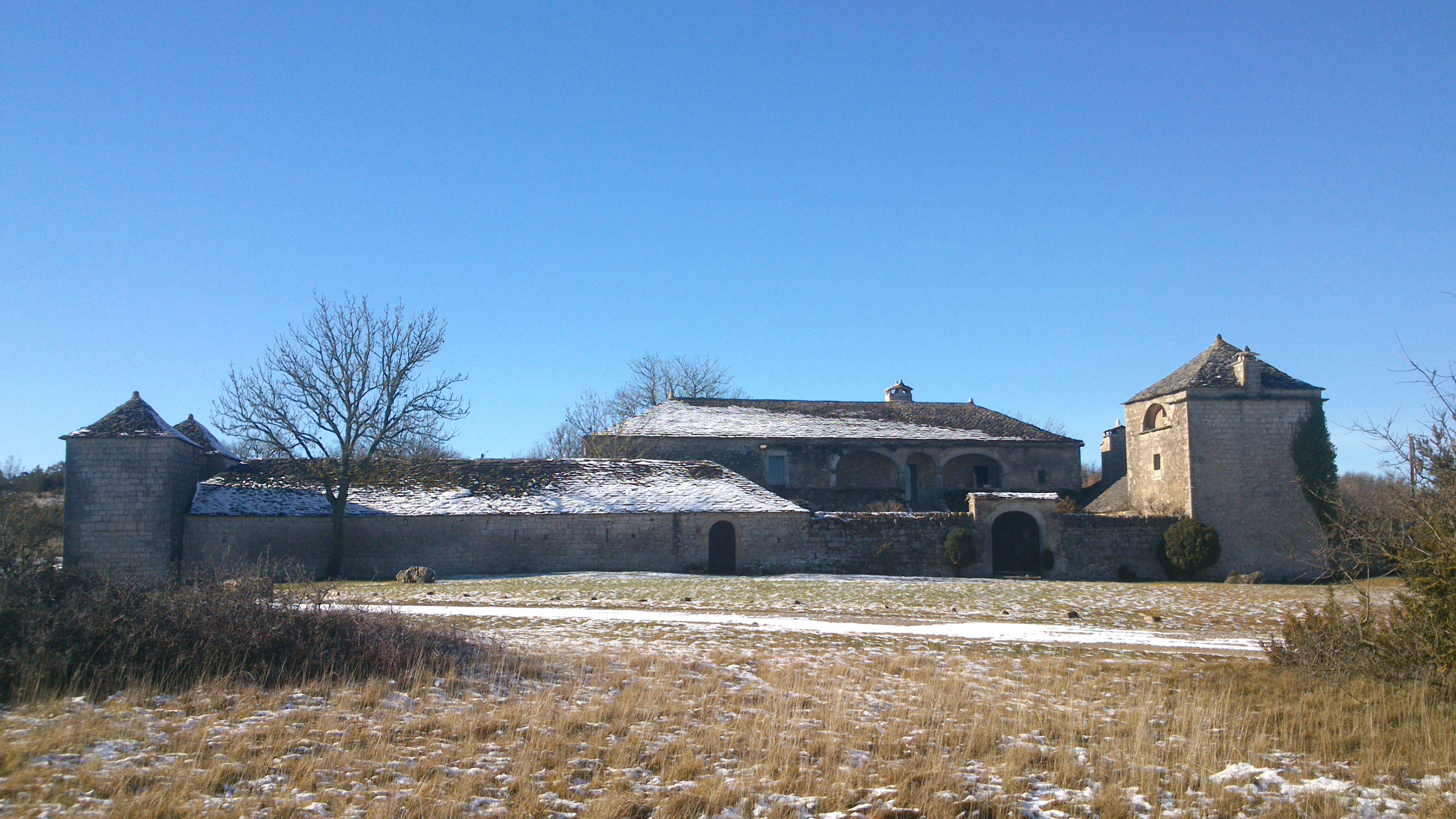

### Édifices religieux
- Église Saint-Georges de Saint-Georges-de-Luzençon.

#### Chapelle de Luzençon
- Chapelle Saint-Martial de Luzençon.  Inscrit MH (1996).

À Luzençon, petit hameau qui domine le bourg chef-lieu de la commune de Saint-Georges, les ruines du château des comtes de Toulouse du XIIIe siècle sont visibles, ainsi que la chapelle romane. Cette chapelle de Luzençon des XIe et XIIe siècles est inscrite au titre des monuments historiques depuis 1996.

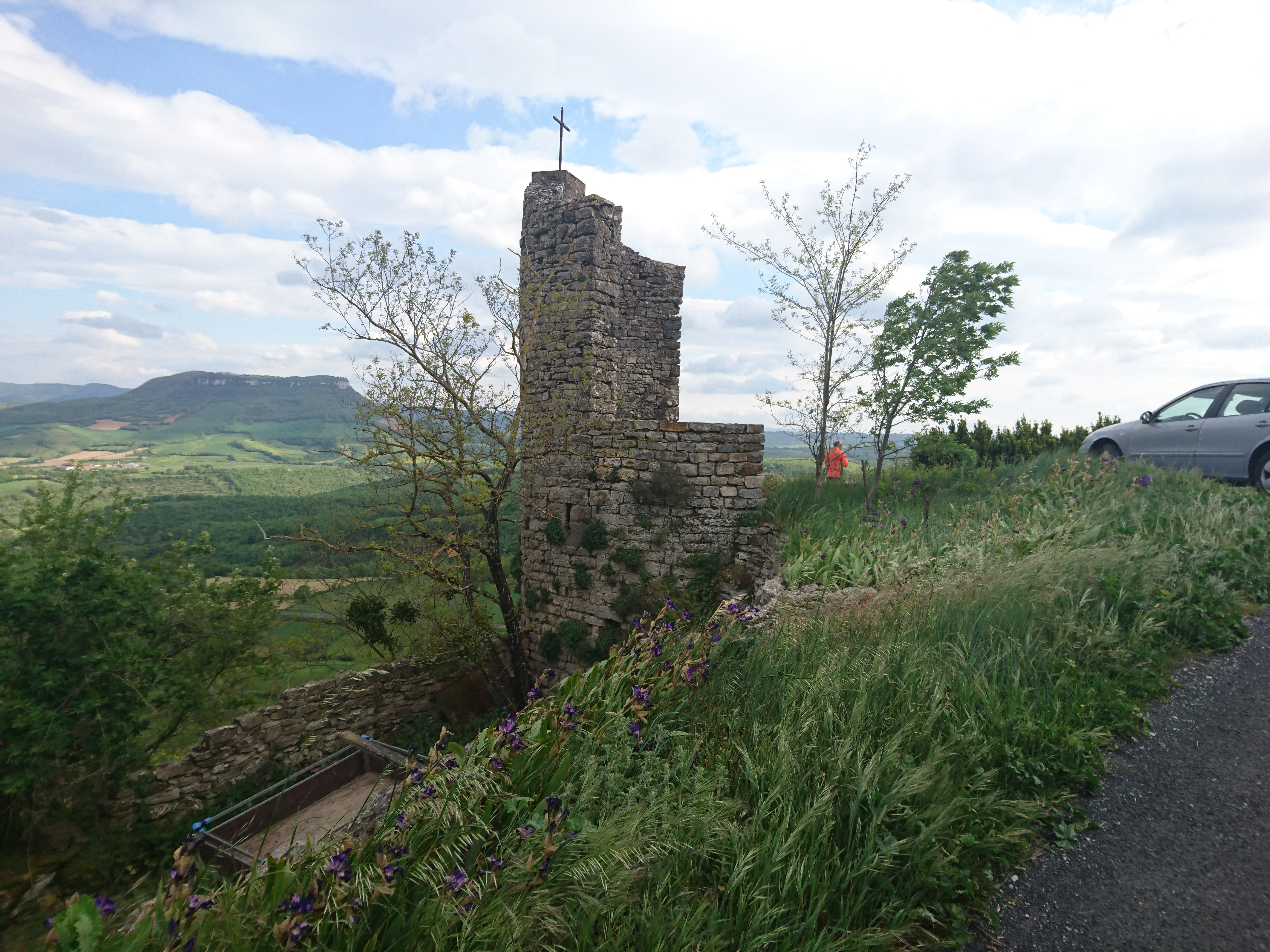
Ruines du château des comtes de Toulouse au hameau de Luzençon.
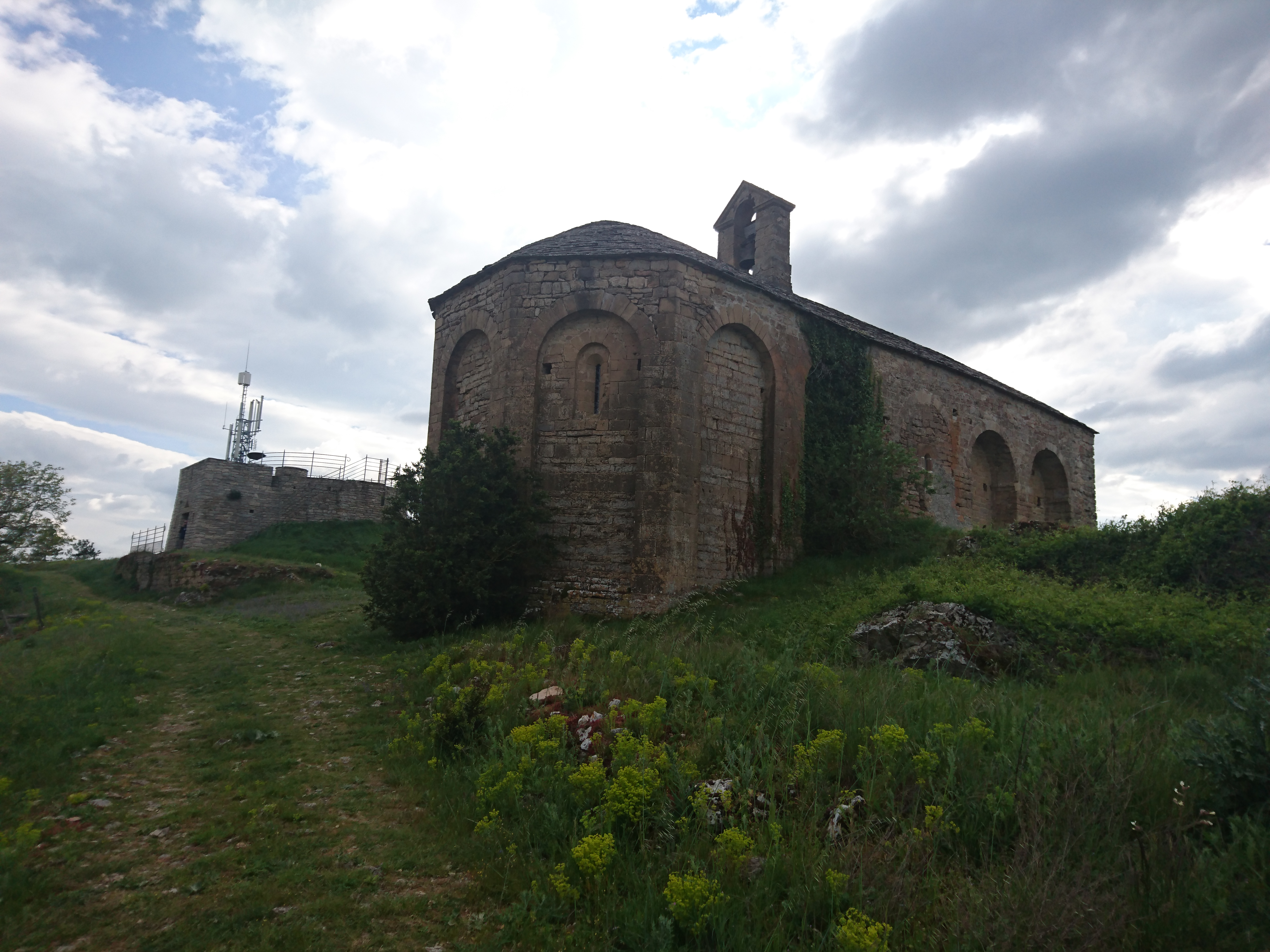
Chapelle Saint-Martial de Luzençon.

#### Église
- Église Saint-Laurent de Saint-Geniez-de-Bertrand.

L'église actuelle est l'ancienne chapelle castrale du château de Saint-Geniez de Bertrand. Elle est inscrite au titre des monuments historiques depuis 1978.

### Patrimoine culturel

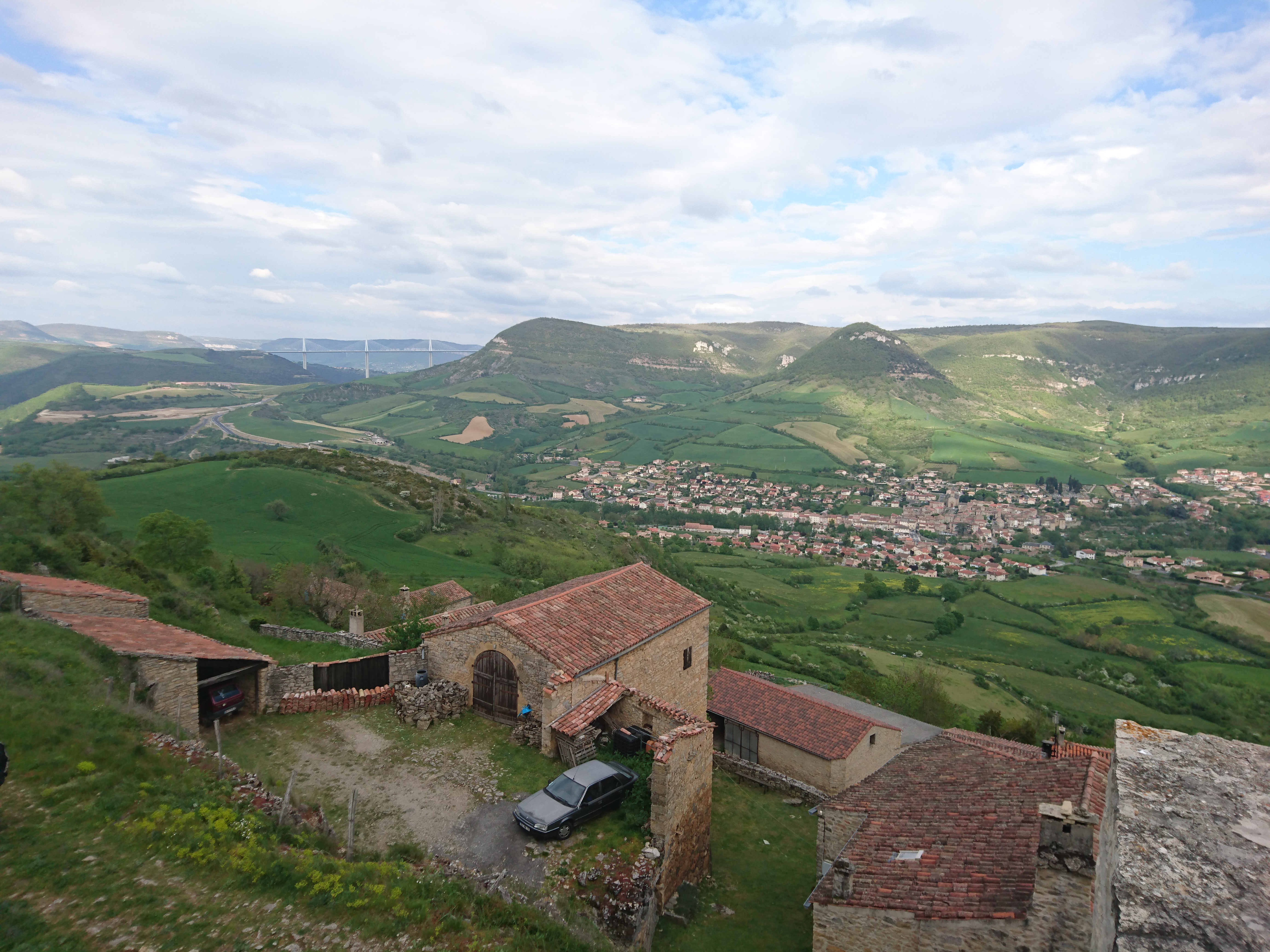
Vue sur le viaduc de Millau depuis le hameau de Luzençon.

La commune fait partie de l'ancienne province du Rouergue où l'on communique grâce à une forme d'occitan : le patois ou dialecte rouergat[réf. nécessaire].
La fontaine de la place de l'église est ornée d'une petite statue en bronze représentant Marianne, œuvre de Carrier-Belleuse, don d'un ancien maire en 1880.
Le viaduc de Millau est visible depuis certains lieux de la commune, notamment depuis le haut de la colline de Luzençon.

### Héraldique
Pour un article plus général, voir Armorial des communes de l'Aveyron.
| Blason de Saint-Georges-de-Luzençon | Blason  | Bandé de gueules et d’argent de huit pièces à l’aigle de sable brochant sur le tout. |
| Blason de Saint-Georges-de-Luzençon | Détails | Le statut officiel du blason reste à déterminer.                                     |

## En savoir plus